# Firma Nordström & Pettersson
Firma Nordström & Pettersson var en svensk butik i Boxholm som grundades 1914 och var verksam fram till åtminstone 1942.

## Historik
Firma Nordström & Pettersson grundades 1914 av Edvin Nordström och Oscar Petersson i Boxholm. Nordström utträde senare ur firman och Pettersson avled 1926. Verksamhet togs därefter över av änkan Anna Pettersson som kom att driva butiken tillsammans med svågern Harry Petersson som föreståndare. Harry Petersson hade sedan 1915 arbetat som handelsbiträde i butiken. Firman flyttade 1936 till en nybyggd fastighet i staden och samma år började även Hjördis Pettersson i butiken.
Butiksinnehavaren Anna Pettersson var medlem i Boxholms köpmannaförening. Butiken sålde specerivaror, diversevaror, glas, porslin, korta varor med mera.